# Chrysops pudicus
Chrysops pudicus är en tvåvingeart som beskrevs av Osten Sacken 1875. Chrysops pudicus ingår i släktet Chrysops och familjen bromsar. Inga underarter finns listade i Catalogue of Life.